# Obrov, Muntenegru
Obrov este un oraș din comuna Bijelo Polje, Muntenegru. Conform datelor de la recensământul din 2003, localitatea are 316 locuitori (la recensământul din 1991 erau 321 de locuitori).

## Demografie
În satul Obrov locuiesc circa 215 persoane adulte, iar vârsta medie a populației este de circa 30,8 de ani (aproximativ 30,1 la bărbați și circa 31,5 la femei). În localitate sunt circa 86 de gospodării, iar numărul mediu de membri în gospodărie este de aproximativ 3,67.
Populația localității este foarte eterogenă.
|  |

| Demografie | Demografie | Demografie |
| An         | Locuitori  | Locuitori  |
| ---------- | ---------- | ---------- |
|            |            |            |
|            |            |            |
|            |            |            |
|            |            |            |
| 1948       | 241        |            |
| 1953       | 286        |            |
| 1961       | 370        |            |
| 1971       | 381        |            |
| 1981       | 439        |            |
| 1991       | 321        | 315        |
| 2003       | 352        | 316        |

| \| Componența etnică conform recensământului din 2003[2] \| Componența etnică conform recensământului din 2003[2] \| Componența etnică conform recensământului din 2003[2] \| Componența etnică conform recensământului din 2003[2] \| Componența etnică conform recensământului din 2003[2] \| \| ----------------------------------------------------- \| ----------------------------------------------------- \| ----------------------------------------------------- \| ----------------------------------------------------- \| ----------------------------------------------------- \| \| \| \| \| \| \| \| Musulmani \| Musulmani \| \| 99 \| 31,32% \| \| Sârbi \| Sârbi \| \| 95 \| 30,06% \| \| Bosniaci \| Bosniaci \| \| 60 \| 18,98% \| \| Muntenegreni \| Muntenegreni \| \| 28 \| 8,86% \| \| Rusi \| Rusi \| \| 1 \| 0,31% \| \| necunoscută \| necunoscută \| \| 0 \| 0% \| |              |  |    |        |
| Componența etnică conform recensământului din 2003 |              |  |    |        |
| |              |  |    |        |
| Musulmani | Musulmani    |  | 99 | 31,32% |
| Sârbi | Sârbi        |  | 95 | 30,06% |
| Bosniaci | Bosniaci     |  | 60 | 18,98% |
| Muntenegreni | Muntenegreni |  | 28 | 8,86%  |
| Rusi | Rusi         |  | 1  | 0,31%  |
| necunoscută | necunoscută  |  | 0  | 0%     |